# Neven Subotić
Neven Subotić (szerbül: Невен Суботић, 1988. december 10. –) szerb-amerikai kettős állampolgárságú labdarúgó, a Rheindorf Altach hátvédje.
Subotić az akkori Jugoszláviában, Banja Luka városában született. Ötéves volt, mikor családjával a szerb-horvát háború idején Németországba menekültek, majd 1999-ben az USA-ba mentek, így lett amerikai állampolgár.

## Pályafutása

### Mainz
2006-ban az amerikai ificsapatból, az University of South Florida egyesületéből hozta Németországba a Mainz 05. A Bundesliga 2 2007-08-as szezonjában alapembere volt a csapatnak.

### Dortmund
2008-ban 4.5 millió eurót fizetett érte a Borussia Dortmund. Eddigi szezonjai során mindig alapembere volt csapatának.

### Válogatott
2009-ben mutatkozott be Szerbia válogatottjában.

## Karrier statisztikái

### Klubcsapatban
| Klub adatok      | Klub adatok       | Klub adatok      | Bajnokság | Bajnokság | Kupa      | Kupa      | Kontinentális | Kontinentális | Összesen | Összesen |
| Szezon           | Csapat            | Bajnokság        | Meccsek   | Gólok     | Meccsek   | Gólok     | Meccsek       | Gólok         | Meccsek  | Gólok    |
| Németország      | Németország       | Németország      | Bajnokság | Bajnokság | DFB-Pokal | DFB-Pokal | Európa        | Európa        | Összesen | Összesen |
| ---------------- | ----------------- | ---------------- | --------- | --------- | --------- | --------- | ------------- | ------------- | -------- | -------- |
| 2006–07          | 1. FSV Mainz 05   | Bundesliga       | 1         | 0         | 0         | 0         | 0             | 0             | 1        | 0        |
| 2007–08          | 1. FSV Mainz 05   | 2. Bundesliga    | 33        | 4         | 1         | 0         | 0             | 0             | 34       | 4        |
| 2008–09          | Borussia Dortmund | Bundesliga       | 33        | 6         | 1         | 0         | 2             | 0             | 36       | 6        |
| 2009–10          | Borussia Dortmund | Bundesliga       | 34        | 3         | 3         | 0         | 0             | 0             | 37       | 3        |
| 2010–11          | Borussia Dortmund | Bundesliga       | 31        | 1         | 2         | 1         | 8             | 1             | 41       | 3        |
| 2011–12          | Borussia Dortmund | Bundesliga       | 25        | 0         | 5         | 0         | 4             | 0             | 34       | 0        |
| 2012–13          | Borussia Dortmund | Bundesliga       | 22        | 3         | 4         | 0         | 6             | 0             | 32       | 3        |
| Összesen         | Németország       | Németország      | 179       | 17        | 16        | 1         | 20            | 1             | 215      | 19       |
| Karrier összesen | Karrier összesen  | Karrier összesen | 179       | 17        | 16        | 1         | 20            | 1             | 215      | 19       |